# Руденко Станіслав Валерійович
Станісла́в Вале́рійович Руде́нко (9 червня 1973 — 11 березня 2022) — солдат Збройних сил України, учасник російсько-української війни, який загинув під час російського вторгнення в Україну.

## Життєпис
Народився 9 червня 1973 року. Мешканець м. Черкаси.
У 2014 році брав участь в АТО на сході України — був стрільцем зенітної установки; зазнав контузії та повернувся до мирного життя. У 2018 році проходив службу за контрактом у ЗСУ.
Під час російського вторгнення в Україну в 2022 році, 24 лютого сам пішов захищати Україну. Служив у 72-й окремій механізованій бригада імені Чорних Запорожців. Загинув у бою 11 березня 2022 року в с. Гостомель Київської області у ході боїв за Київ у віці 48 років.
Поховано в м. Черкаси. Залишились дружина та дві доньки.

## Нагороди
- орден «За мужність» III ступеня (2022, посмертно) — за особисту мужність і самовіддані дії, виявлені у захисті державного суверенітету та територіальної цілісності України, вірність військовій присязі.[3]